# Іноуе Йосіко
Йосіко Іноуе (яп. 井上佳子; нар. 26 квітня 1988, Ямаґуті) — японська борчиня вільного стилю, дворазова бронзова призерка чемпіонатів світу, чемпіонка та дворазова бронзова призерка чемпіонатів Азії, бронзова призерка Кубку світу.

## Життєпис
Боротьбою почала займатися з 1992 року. У 2005 році стала чемпіонкою Азії серед кадетів. Наступного року такого ж успіху досягла на чемпіонаті світу серед юніорів. 2008 здобула чемпіонський титул на чемпіонаті Азії серед юніорів.
Виступала за спортивний клуб Університету Тюкьо. Тренер — Кадзухіто Сакае.

## Спортивні результати на міжнародних змаганнях

### Виступи на Чемпіонатах світу
| Змагання                        | Збірна | Вагова категорія          | Місце  |
| ------------------------------- | ------ | ------------------------- | ------ |
| Чемпіонат світу з боротьби 2007 | Японія | жіноча боротьба, до 67 кг | 5      |
| Чемпіонат світу з боротьби 2009 | Японія | жіноча боротьба, до 67 кг | 5      |
| Чемпіонат світу з боротьби 2011 | Японія | жіноча боротьба, до 67 кг | Бронза |
| Чемпіонат світу з боротьби 2012 | Японія | жіноча боротьба, до 67 кг | Бронза |

### Виступи на Чемпіонатах Азії
| Змагання                       | Збірна | Вагова категорія          | Місце  |
| ------------------------------ | ------ | ------------------------- | ------ |
| Чемпіонат Азії з боротьби 2009 | Японія | жіноча боротьба, до 67 кг | Бронза |
| Чемпіонат Азії з боротьби 2010 | Японія | жіноча боротьба, до 72 кг | Бронза |
| Чемпіонат Азії з боротьби 2011 | Японія | жіноча боротьба, до 67 кг | Золото |
| Чемпіонат Азії з боротьби 2013 | Японія | жіноча боротьба, до 67 кг | 6      |

### Виступи на Кубках світу
| Змагання                    | Збірна | Вагова категорія          | Місце  |
| --------------------------- | ------ | ------------------------- | ------ |
| Кубок світу з боротьби 2006 | Японія | жіноча боротьба, до 67 кг | 5      |
| Кубок світу з боротьби 2007 | Японія | жіноча боротьба, до 67 кг | 4      |
| Кубок світу з боротьби 2009 | Японія | жіноча боротьба, до 67 кг | 5      |
| Кубок світу з боротьби 2011 | Японія | жіноча боротьба, до 67 кг | Бронза |
| Кубок світу з боротьби 2012 | Японія | жіноча боротьба, до 67 кг | 7      |

### Виступи на інших змаганнях
| Змагання                                 | Збірна | Вагова категорія          | Місце  |
| ---------------------------------------- | ------ | ------------------------- | ------ |
| Відкритий кубок Монголії з боротьби 2012 | Японія | жіноча боротьба, до 67 кг | Золото |
| Гран-прі «Іван Яригін» 2013              | Японія | жіноча боротьба, до 67 кг | Срібло |
| Золотий Гран-прі з боротьби 2013 (Баку)  | Японія | жіноча боротьба, до 67 кг | 5      |

### Виступи на змаганнях молодших вікових груп
| Змагання                                      | Збірна | Вагова категорія          | Місце  |
| --------------------------------------------- | ------ | ------------------------- | ------ |
| Чемпіонат Азії з боротьби серед кадетів 2005  | Японія | жіноча боротьба, до 60 кг | Золото |
| Чемпіонат світу з боротьби серед юніорів 2006 | Японія | жіноча боротьба, до 67 кг | Золото |
| Чемпіонат Азії з боротьби серед юніорів 2008  | Японія | жіноча боротьба, до 63 кг | Золото |